# Osmylus fulvicephalus
Osmyle à tête jaune
Espèce
Osmylus fulvicephalus, l'Osmyle à tête jaune, est une espèce d'insectes de l'ordre des névroptères et de la famille Osmylidae.

## Description
Le corps est presque uniformément noir, tandis que les pattes sont pâles et la tête rouge orangé bien contrastée (d'où le nom scientifique de fulvicephalus) ; les ailes sont hyalines, avec des taches noires qui, vers la base, ont une forme vaguement quadrangulaire. Le corps mesure environ 15 mm de long et peut atteindre une envergure de 45 mm.

## Biologie

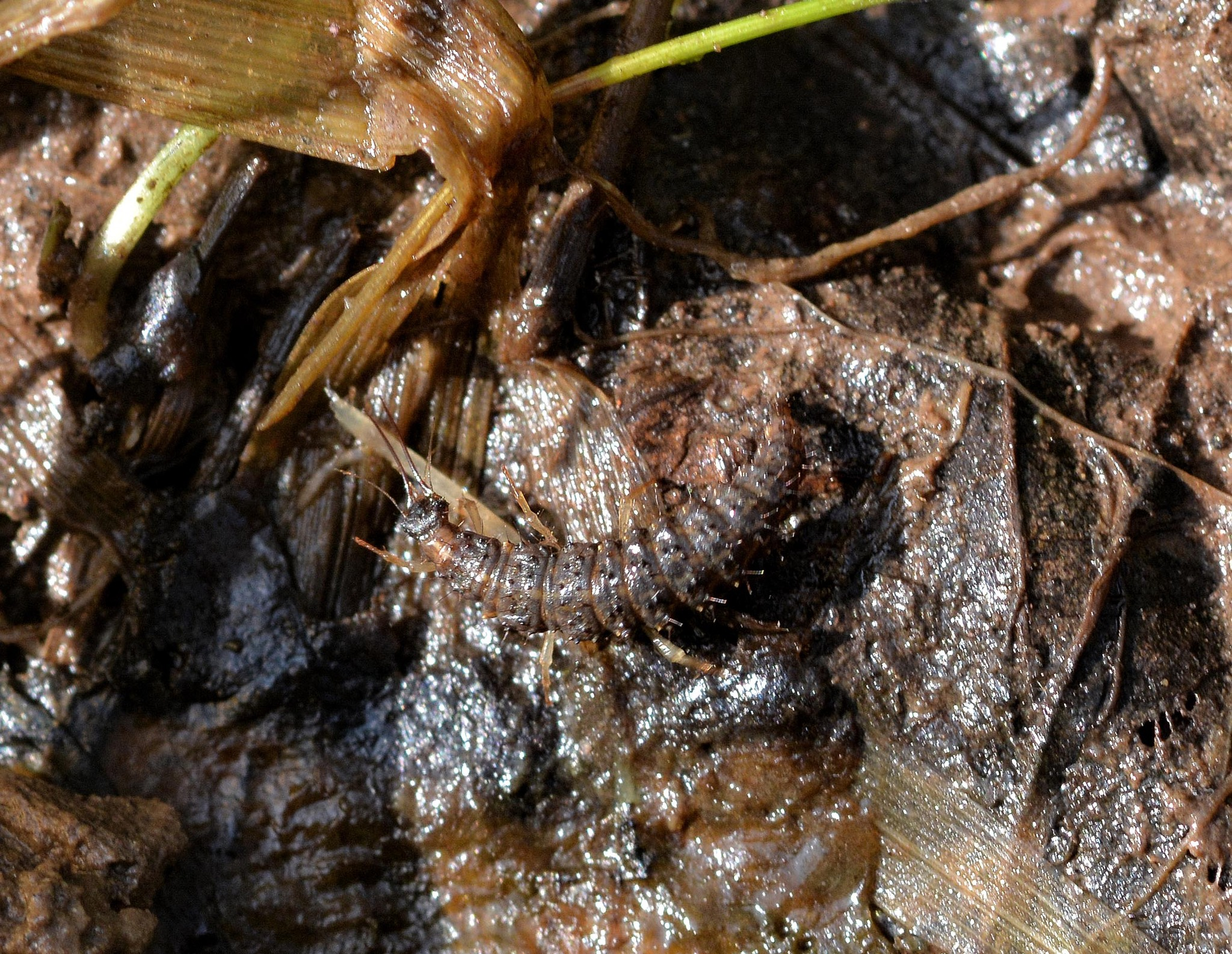
Larve d’Osmylus fulvicephalus.

L'adulte est principalement actif au crépuscule et peut être trouvé entre avril et septembre. En période de reproduction, le mâle évagine depuis son abdomen deux glandes odorantes, avec lesquelles il attire la femelle.
Les œufs sont pondus sur les feuilles des plantes rivulaires ; la larve passe la majeure partie de son temps cachée hors de l'eau, plongeant occasionnellement pour capturer les larves d'autres insectes, qu'elle traîne jusqu'au rivage et dont elle consomme les fluides à l'aide de deux pinces suceuses spéciales. Après environ sept mois, la larve nymphose et s'enroule dans un cocon à peu près sphérique.

## Distribution et habitat
Comme tous les Osmylidés, il préfère les milieux humides et ombragés et vit donc généralement à proximité des cours d'eau ou des plans d'eau, jusqu'à une altitude de 1 500 m.
C'est la seule espèce d'Osmilidé présente en France, où elle est répartie de manière discontinue sur tout le territoire. Elle est également distribuée dans une grande partie de l'Europe hormis certaines îles (Corse, Baléares, Islande) et certains pays, principalement scandinaves ou d'Europe de l'Est.

## Taxonomie
Le nom valide complet (avec auteur) de ce taxon est Osmylus fulvicephalus (Scopoli, 1763). L'espèce a été initialement classée dans le genre Hemerobius sous le protonyme Hemerobius fulvicephalus Scopoli, 1763.
Il est à noter que certains auteurs ont désigné cette espèce sous le nom d'Osmylus chrysops ; ce nom était déjà utilisé par Linné dans ses collections, cependant la description de l'insecte correspondant à ce nom met en évidence qu'il s'agissait plutôt de Chrysopa perla.

### Nom français
Ce taxon porte en français le nom vulgarisé et normalisé Osmyle à tête jaune,,.

### Synonymie
Osmylus fulvicephalus a pour synonymes :
- Hemerobius fulvicephalus Scopoli, 1763
- Hemerobius laurifoliaeformis Razoumowsky, 1789
- Hemerobius maculatus Fabricius, 1787
- Osmylus chrysops var. graecus Krüger, 1913
- Osmylus fulvicephalus var. densatus Navás, 1915
- Osmylus fulvicephalus var. lotus Navás, 1915
- Osmylus laurifoliaeformis Razoumowsky
- Osmylus maculatus var. rarimacula A.Costa, 1855
- Osmylus maculatus var. vittatus A.Costa, 1855
- Osmylus maculatus (Fabricius, 1787)
- Osmylus meridionalis O.G.Costa, 1834